# Coralliocaris
Genre
Synonymes
- Oedipus Dana, 1852[2]

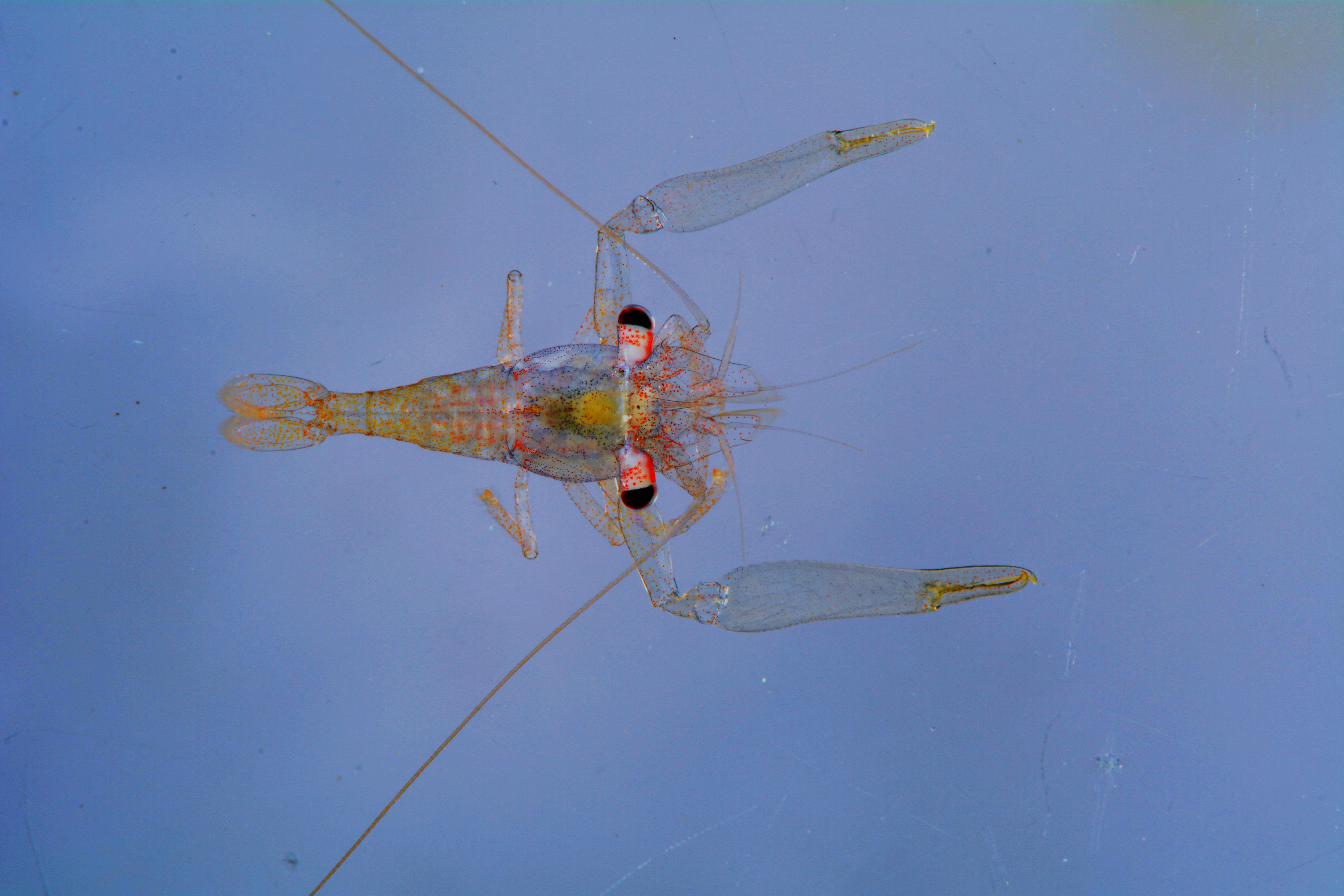
Coralliocaris sandyi

Coralliocaris est un genre de crevettes de la famille des Palaemonidae.

## Liste des espèces
Selon World Register of Marine Species (27 décembre 2015) :
- Coralliocaris brevirostris Borradaile, 1898
- Coralliocaris graminea (Dana, 1852)
- Coralliocaris junckeri Li & Poupin, 2012
- Coralliocaris labyrintha Mitsuhashi & Takeda, 2008
- Coralliocaris macrophthalma (H. Milne Edwards, 1837 (in Milne Edwards, 1834-1840))
- Coralliocaris nudirostris (Heller, 1861)
- Coralliocaris sandyi Mitsuhashi & Takeda, 2008
- Coralliocaris superba (Dana, 1852)
- Coralliocaris taiwanensis Fujino & Miyake, 1972
- Coralliocaris tridens Mitsuhashi, Fujino & Takeda, 2001
- Coralliocaris viridis Bruce, 1974